# Ruta de Illinois 62
La Ruta de Illinois 62, y abreviada IL 62 (en inglés: Illinois Route 62) es una carretera estatal estadounidense ubicada en el estado de Illinois. La carretera inicia en el oeste desde la IL 31     en Algonquin hacia el este en la IL 83     en Mount Prospect.
La carretera tiene una longitud de 33,5 km (20.82 mi).

## Mantenimiento
Al igual que las autopistas interestatales, y las rutas federales y el resto de carreteras estatales, la Ruta de Illinois 62 es administrada y mantenida por el Departamento de Transporte de Illinois por sus siglas en inglés IDOT.